# Републикански път III-6004
Републикански път IIІ-6004 е третокласен път, част от Републиканската пътна мрежа на България, преминаващ изцяло по територията на Софийска област. Дължината му е 32,9 km.
Пътят се отклонява надясно при 152,4 km на Републикански път I-6 северозападно от село Горна Малина, минава през центъра на селото и се насочва на югоизток през най-източната част на Софийската котловина. След село Белопопци напуска котловината и навлиза в северните части на Ихтиманска Средна гора. Тук пътят преминава през селата Байлово и Смолско и северно от село Петрич се свързва с Републикански път III-6006 при неговия 6 km.
| Пътища, отклоняващи се надясно (населено място, № на пътя, посока на пътя) | km   | Пътища, отклоняващи се наляво (посока на пътя, № на пътя, населено място) |
| -------------------------------------------------------------------------- | ---- | ------------------------------------------------------------------------- |
| Община Горна Малина, I-6, 152,4 km →                                       | 0,0  | → 152,4 km, I-6, Община Горна Малина                                      |
| с. Горна Малина                                                            | 2,2  | с. Горна Малина                                                           |
|                                                                            | 3,1  | → общински път (за с. Априлово)                                           |
| с. Белопопци                                                               | 7,6  | с. Белопопци                                                              |
| с. Байлово                                                                 | 14,4 | → с. Байлово, общински път (за с. Голема Раковица)                        |
|                                                                            | 19,6 | → общински път (за с. Каменица)                                           |
| Община Мирково                                                             | 22,3 | Община Мирково                                                            |
| с. Смолско                                                                 | 27,4 | с. Смолско                                                                |
| Община Златица                                                             | 30,1 | Община Златица                                                            |
| (до с. Поибрене) III-6006, 6 km ←                                          | 32,9 | ← 6 km, III-6006 (от 189,2 km на I-6)                                     |